# Dynamo UNACOB Football Club
O Dynamo Unacob FC de Parakou é um clube de futebol do Benim. Disputa o Campeonato nacional do país.